# Antónis Papakanéllos
Antónis Papakanéllos (grec moderne : Αντώνης Παπακανέλλος), né le 11 août 2005 en Grèce, est un footballeur grec qui évolue au poste de milieu offensif au Rio Ave FC, en prêt de l'Olympiakós Le Pirée.

## Biographie

### En club
Antónis Papakanéllos est formé par l'Olympiakós Le Pirée. Il s'impose comme l'un des atouts majeurs de l'équipe des moins de 19 ans du club, contribuant au sacre de son équipe à deux reprises dans cette catégorie d'âge, lors de la saison 2022-2023, puis lors de la saison 2023-2024. Il est alors perçu comme l'un des grands espoirs du club. Le 2 novembre 2024 il joue son premier match de Superleague Ellada contre le Panserraikos FC. Son équipe s'impose par deux buts à un.
Il remporte le championnat de Grèce lors de la saison 2024-2025.
Le 9 juillet 2025, Antónis Papakanéllos est prêté par l'Olympiakós au Rio Ave FC.

### En sélection nationale
Il représente l'équipe de Grèce des moins de 17 ans, jouant deux matchs entre 2021 et 2022.

## Palmarès
Olympiakós Le Pirée
- Champion de Grèce
  - 2024-2025